# Asterocheres corneliae
Asterocheres corneliae is een eenoogkreeftjessoort uit de familie van de Asterocheridae. De wetenschappelijke naam van de soort is voor het eerst geldig gepubliceerd in 1973 door Schirl.